# Марија Брунленер
Марија Брунленер (енгл. Maria Brunlehner; Момбаса, 1. април 2000) — кенијска пливачица, учесница олимпијских игара и вишеструка национална рекордерка и првакиња. Њена ужа специјалности су спринтерске трке слободним и делфин стилом.

## Спортска каријера
Марија је пливање почела да тренира доста рано, под утицајем старије сестре Силвије, а након завршене основне школе одлази у Немачку, где наставља са даљим пливачким усавршавањем у клубу Potsdamer SV за који је успешно почела да се такмичи на јуниорским првенствима Немачке током 2016. године.
За репрезентацију Кеније је дебитовала на Играма комонвелта у Аустралији 2018, да би годину дана касније уследио и дебитантски наступ на Светском првенству у корејском Квангџуу (51. место на 100 слободно и 43. на 100 прсно). Први велики успех у каријери постигла је на Афричким играма у Рабату 2019, где је освојила бронзану медаљу у трци штафета на 4×100 мешовито. 
Након завршене средње школе у Немачкој одлази у Сједињене Државе, у град Финикс, на студије на Универзитету Гренд кењон (енгл. Grand Canyon University), где наставља и са даљим пливачким усавршавањем. На међународну пливачку сцену се враћа на светском првенству у јапанској Фукуоки 2023. године. Такмичила се и на светском првенству у  Дохи 2024. (40. место на 50 слободно и 34. на 100 слободно). 
Захваљујући специјалној позивници дебитовала је на Олимпијским играма у Паризу 2024. године. У Паризу је пливала у квалификацијама трке на 50 метара слободним стилом. Наступила је у седмој квалификационој групи где је пливала у стази 2, и са временом од 25.82 секунди заузела је треће место у својој квалификационој групи, односно укупно 27. место у конкуренцији 79 такмичарки.